# Charaxes dunkeli
Charaxes dunkeli är en fjärilsart som beskrevs av Johannes Karl Max Röber 1939. Charaxes dunkeli ingår i släktet Charaxes och familjen praktfjärilar. Inga underarter finns listade i Catalogue of Life.